# Twinkle Star Sprites
Twinkle Star Sprites är ett shoot 'em up utvecklat av ADK som släpptes till Neo Geo-arkadmaskinen 1996. Spelet har sedan även släppts till Sega Saturn, Neo Geo CD, Sega Dreamcast och Playstation 2.